# 藏密筒

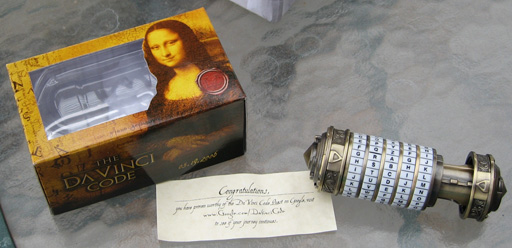
Google达芬奇密码寻宝比赛的奖品－复制的藏密筒

藏密筒（cryptex，又称密码筒）是美国作家丹·布朗在其2003年的小说《达芬奇密码》中创造的一个新词，指一种可携带的用来保存秘密信息的拱顶。这是一个由cryptology和codex组合而成的混成词；“一个很贴切的名称，这个装置就是运用密码术来保存那些写在卷轴或codex上的信息的。”（小说第47章）－尽管事实上与卷起的“卷轴”相对，“codex”是现在称之为“书”一词的早期形态。小说中称最初的设计来自列奥纳多·达芬奇的秘密日记。事实上，并没有任何关于他设计了这种装置的记录。
遵循"codex"的复数形态为"codices"的模式，"cryptex"的复数形态应为"cryptices"。但布朗在小说中使用了"cryptexes"这个形态。
在小说中，主人公们试图通过算出密码打开藏密筒来获得寻找圣杯的线索。藏密筒共有两个，一个藏在另一个中以提供额外的安全保障。（在2006年根据小说改编的同名电影中，只出现了一个藏密筒。密码是小说中黑色藏密筒的密码）

## 设计与功能
小说中出现的（第一个）藏密筒被描述成“一个光滑的石质圆筒，精致的黄铜框里紧密叠放着五个油炸圈饼大小的大理石圆盘”；圆筒的两端也用大理石粘着，根本无法看到内部。每个圆盘上都雕刻着完整的26个字母，彼此转动就可以拼出任何含有5个字母的单词。
藏密筒的工作原理跟自行车上的密码锁一样，如果转动圆盘并拼出正确的密码，整个藏密筒就会打开。（小说第47章）在藏密筒内部，秘密信息写在一张很薄的莎草纸上，而莎草纸绕卷在一个装满醋的易碎的玻璃小瓶上。这样当有人不知道密码却试图强行打开藏密筒时，就会弄碎玻璃瓶，瓶里的醋就会迅速将莎草纸溶解，上面的信息也就无法获知了。

## 现实中藏密筒真的有用吗?
虽然液体的确会毁坏古老的文档，但并不会立刻使上面的字迹变得模糊不清。在这个特例中，就算将莎草纸放在醋中浸泡一个月，也根本没有办法将其溶解。莎草纸是一种非常坚韧的物质，甚至可以浸泡在盐酸中长达一个小时。
尽管如此，就算这种“自我毁坏”的机械结构能够奏效，藏密筒在现代世界也不能提供多少安全保障。现代扫描技术（例如超声波或X射线）可以显示藏密筒的内部结构，从而揭示如何排列圆盘能够打开它。小说中主人公们没有想到的另一种简单方法是将藏密筒放在冷冻器中使醋冻结成固体。（醋的冰点取决于溶液的浓度，但的确低于或等于–2°C）之后就可以强行打开藏密筒而不必担心莎草纸会被醋溶解。
这本畅销小说的很多读者都希望制作一个真正的藏密筒，并已尝试提出一套设计方案。据《Tacoma News Tribune》报导，来自美国华盛顿州塔科马市的一位发明家Justin Kirk Nevins设计了一种可操作的藏密筒，并且截至2005年1月，已经售出65个，其中5个卖给了丹·布朗。然而，他放弃了“自我毁坏”这种机械结构，因为他“感觉这种功能的实用性是值得怀疑的”。此后，其他几个商业制造商也相继出现。
在美国全国广播公司的真人秀节目《Treasure Hunters》中，藏密筒是挑战者需要面对的众多秘题之一。

## 密码
本节信息涉及《达芬奇密码》中的藏密筒。

### 谜语 #1 (白色藏密筒)
- 线索：

智慧古语可解此卷
助吾保其合家圆满
圣殿骑士碑乃关键
埃特巴什使道昭显
- 答案： S-O-F-I-A
“圣殿骑士所赞美的基石（圣殿骑士碑）”就是答案：鲍芙默神（Baphomet）。用希伯来字母写是BPVMTh。依照埃特巴什码来转换即ShVPYA。希伯来语中代表Sh音的符号也可以发S音，字母P也可以读作F，经常用字母V来替换元音字母o，Y代替i，即Sophia。古希腊语中意为智慧，拼作Sofia。

### 谜语 #2 (黑色藏密筒)
这是电影中惟一的谜语。
- 线索：

伦敦骑士身后为教皇安葬
功业赫赫却触怒圣意
所觅宝球应在骑士墓上
红颜结胎道明其中秘密
- 答案： A-P-P-L-E
一个苹果落在牛顿（Alexander Pope安葬的骑士。Alexander Pope是人名，并不是指教皇）头上，给他终身的事业带来了灵感（因此功业赫赫）。夏娃偷吃苹果，触犯了上帝的圣怒。苹果拥有玫瑰红的果肉和结实种子的果核（红颜结胎）。

## 延伸阅读
- 《达芬奇密码》
- Da Vinci Declassified, 2006 TLC video documentary, written, directed and produced by David Carr, David Comtois, and Frankie Glass. Narrated by Jeff Fischer.